# 孙庆丰
孙庆丰，北京大学物理学院教授，中华人民共和国教育部长江特聘教授，主要从事低维体系量子输运理论研究。

## 生平
孙庆丰于1995年获得北京大学理学学士学位，2000年获得博士学位。2013年起在北京大学物理学院量子中心工作。

## 社会兼职
- 2017年中国国家重点研发项目首席科学家
- 2017年万人计划创新领军人才